# Maurine Neuberger
Maurine Neuberger-Solomon, meglio conosciuta come Maurine Neuberger (Cloverdale, 9 gennaio 1907 – Portland, 22 febbraio 2000), è stata una politica statunitense.
Fu eletta senatrice per lo Stato dell'Oregon dal novembre del 1960 al gennaio del 1967, ed è rimasta l'unica donna a ricoprire questa carica. È stata la quarta donna ad essere eletta al Senato degli Stati Uniti e la decima ad aver prestato servizio nelle istituzioni politiche statali. Lei e suo marito, Richard L. Neuberger, sono considerati la prima coppia del Senato americano.

## Biografia

### Giovinezza
La Neuberger nacque nello stato dell'Oregon, nella contea di Tillamook, a Cloverdale. Frequentò le scuole pubbliche, in particolare l'Oregon College of Education dal 1922 al 1924. Nel 1929, si laureò presso la University of Oregon con un Bachelor of Arts. È stata un′allieva della confraternita Delta Zeta e venne anche selezionata per il Mortar Board quando era una studente junior. Tra il 1936 e il 1937, iniziò un percorso di laurea magistrale presso la University of California, a Los Angeles. Svolse la professione di insegnante nelle scuole pubbliche dell'Oregon tra il 1932 e il 1944; nel 1937, quando insegnava in una scuola superiore di Portland, conobbe Richard L. Neuberger. I due si sposarono nel 1945, dopo che il marito terminò il proprio servizio militare nella Seconda Guerra Mondiale.

### Carriera politica
Maurine Neuberger entrò in politica nel 1950, quando venne eletta alla House of Representatives dell'Oregon, dove completò il mandato nel 1955. Nel 1952, quando venne rieletta per la stessa carica, ottenne più voti del marito, il quale, nel medesimo anno, venne eletto nuovamente senatore dello Stato. Tra il 1950 e il 1955, fu anche membro del consiglio di amministrazione dell'American Association per le Nazioni Unite. Il marito venne eletto senatore degli Stati Uniti nel 1954.
Nel 1960, il marito Richard morì di cancro. Come candidata democratica, Maurine vinse successivamente l'elezioni straordinarie, tenutesi l'8 novembre 1960, per riempire la carica vacante lasciata dal marito scomparso. Inizialmente, il governatore dello stato dell'Oregon aveva nominato Hall S. Luks come sostituto senatore al posto di Richard. Dopo le elezioni, Maurine completò il mandato di Richard dal 9 novembre 1960 fino al 3 gennaio 1961. In questo arco di tempo, vinse le elezioni generali per il Senato degli Stati Uniti per il periodo compreso tra il 3 gennaio 1961 e il 3 gennaio 1967; non era candidata per la rielezione del 1966. Nel 1965, un articolo rese noto che il governatore Mark Hatfield inviò una lettera indirizzata alla senatrice con il suo nome da sposata, Maurine Neuberger-Solomon, nella quale veniva specificato che aveva l'intenzione di fare del suo nuovo matrimonio un tema politico per la campagna del 1966. Le sue attività in politica si focalizzarono su temi riguardanti il consumo, l'ambiente e la salute, inclusa anche una battaglia per la richiesta di etichette di avvertimento sulla confezione di sigarette. Nel 1961, il presidente John F. Kennedy la nominò membro della Presidential Commission on the Status of Women. Tra il 1965 e il 1968, lei e Muriel Fox hanno co-presieduto l'allora vicepresidente Hubert Humphrey nella task force Women’s Goals.

### Vecchiaia
L'11 luglio 1964, a Washington DC, Maurine sposò Philip Solomon, professore di psichiatria alla Harvard Medical School e capo medico nel reparto di psichiatria al Boston City Hospital. I due divorziarono nel 1967. In seguito al suo operato nel Senato, venne impiegata come docente esperta di consumi e dello status delle donne e come professoressa di politica americana alla Boston University, al Radcliffe Institute della Harvard University e al Reed College. È stata cittadina di Portland, Oregon fino a quando morì, ossia il 22 febbraio 2000, all'età di 93 anni, a causa di una malattia al midollo osseo. È seppellita al Beth Israel Cemetery che si trova a Portland.